# 峨眉对囊蕨
峨眉对囊蕨（学名：Deparia omeiensis）也称峨眉假蹄盖蕨，为蹄盖蕨科对囊蕨属下的一个种。